# ورزشگاه باشکیم سلیجمانی
ورزشگاه باشکیم سلیجمانی (به لاتین: Bashkim Sulejmani Stadium) یک ورزشگاه در آلبانی است که در کوچووه واقع شده‌است.